# Azar Lawrence
Azar Lawrence (Los Angeles, 3 november 1952) is een Amerikaanse jazzsaxofonist.

## Biografie
Azar Lawrence trad aan het begin van zijn carrière op in het Pan Afrikan People Arkestra van Horace Tapscott, waaraan hij ook later bleef verbonden. In 1970 begeleidde hij Clark Terry tijdens diens Europese tournees. Een vriend uit de middelbareschooltijd, Reggie Golson en zoon van de saxofonist Benny Golson introduceerde hem bij Elvin Jones en wijdde hem in in de muziek van John Coltrane, met wie hij zich tijdens zijn volledige carrière zou bezig houden. Lawrence speelde daarna in 1973 bij Elvin Jones. Lawrence werd bij een breed publiek bekend door zijn lidmaatschap in het kwartet van McCoy Tyner, waartoe hij van 1973 tot 1977 behoorde en op meerdere albums meewerkte voor Milestone Records, zoals Enlightenment, Atlantis en Sana Layuca. Daarnaast speelde hij kort in de band van Miles Davis, op wiens livealbum Dark Magus uit 1974 hij te horen is. Hij werkte tijdens deze periode nog mee aan plaatsessies van Woody Shaw, Harry Whitaker en Beaver Harris.
Lawrence nam tussen 1974 en 1976 ook drie albums op onder zijn eigen naam voor Prestige Records, waarvan vooral Bridge into the New Age naar aanleiding van de dichtheid en originaliteit wordt geprezen, maar had daarna echter vervolgens geen verdere gelegenheid voor plaatpublicaties onder zijn eigen naam. Lawrence formeerde daarna de band Chameleon, waarmee hij in 1979 een gelijknamig album inspeelde voor Elektra Records. Tijdens de jaren 1980 werkte hij meestal als begeleidingsmuzikant bij popproducties, zoals bij Earth, Wind & Fire en Marvin Gaye, bij wiens met een Grammy Award onderscheiden Here My Dear hij was betrokken. Met Chuck Jackson schreef hij songs.
In 2007 verscheen zijn album Speak the World. In 2012 werkte hij met een eigen kwintet, waarin Eddie Henderson, Benito Gonzalez, Essiet Okon Essiet en Jeff 'Tain' Watts speelden. In 2019 toerde hij met zijn septet Azar Lawrence Experience door Europa.

## Discografie
- McCoy Tyner: Enlightenment (Milestone, 1973)
- Miles Davis: Dark Magus (Columbia-Legacy, 1974)
- McCoy Tyner: Sama Layuca (Milestone, 1974)
- Bridge into the New Age (Prestige, 1974)
- Woody Shaw: The Moontrane (Muse, 1974)
- Beaver Harris: 360 Degrees Music Experience—In: Sanity (Black Saint, 1976)
- Summer Solstice (Prestige, 1975)
- Shadow Dancing (Riza, 1985)
- Speak the Word (Zarman Prod., 2007)
- Elementals (High Note, 2018)